# Fuego ardiente
Fuego ardiente é uma telenovela mexicana produzida por Carlos Moreno Languillo para Televisa e exibida pelo Las Estrellas de 8 de fevereiro a 4 de junho de 2021, substituindo La mexicana y el güero e sendo substituída por Esta historia me suena Vol. 4. É uma história original escrita por Martha Carrillo e Cristina Garcia.
É protagonizada por Mariana Torres, Claudia Ramírez, Carlos Ferro e José María de Tavira; antagonizada por Claudia Martín, Kuno Becker, Odiseo Bichir, Candela Márquez e Fernando Ciangherotti; com os primeiros atores Arturo Peniche, Laura Flores, Yolanda Ventura, Socorro Bonilla e José Elías Moreno.

## Enredo
Os integrantes da familía Ferrer, tem sede de vingança, não só porque Gabriel (Carlos Ferro) e Alexa (Mariana Torres) se entregaram a um amor proibido, mas porque descobriram que por trás do negócio familiar, também tem um grande negócio ilícito de falsificação de notas escondido.

## Elenco
- Mariana Torres - Alexa Gamba de Ferrer
- Claudia Ramírez - Irene Ferrer
- Carlos Ferro - Gabriel Montemayor
- José María de Tavira - Fernando Alcocer / Fernando Juárez Urquidi
- Claudia Martín - Martina Ferrer Urquidi de Montemayor
- Kuno Becker - Joaquín Ferrer Urquidi
- Arturo Peniche - Comandante Alfonso Juárez
- Laura Flores - Laura Urquidi de Juárez
- Yolanda Ventura - Pilar Lozano de Ferrer
- Fernando Ciangherotti - Dante Ferrer
- Luis Gatica - Nicolás "Nico" Orozco
- Jaume Mateu - Rodrigo Ferrer Lozano
- Bárbara Islas - Araceli
- Dayren Chávez - Cecilia "Ceci"
- Agustín Arana - Abel Legaspi
- Socorro Bonilla - Socorro "Soco"
- José Elías Moreno - Padre Mateo Ocampo
- Odiseo Bichir - Heriberto Ocampo
- Maya Ricote - Katia Mendoza
- Sebastián Poza - Adriano Ferrer
- Candela Márquez - Tamara Fernández
- Chris Pazcal - David Arana
- Carlos Speitzer - Baldomero "Baldo" Suárez
- Christian Ramos - Tomás
- Andrea de Fátima - Morales
- Luis José Sevilla -  Rogelio Negrete
- Daniel Martínez Campos - Gerardo
- Jorge Caballero - Humberto Solís
- Luz Edith Rojas - Caridad "Cari"
- Carmen Delgado - Marcela
- Juan Luis Arias - El Chaparro
- Medín Víllatoro - Juan
- Said Sandoval - Chino
- Leonardo "Leo" Casta - Ramiro
- Miranda Kay - Carmen
- Carmen Muga - Paulina
- Lorena Álvarez - Mercedes de Mendoza
- Felipe Carrera - Hernán Montemayor
- Milia Nader - Olga
- Piero Anselmi - Jesús
- Mariana Garrido - Nayeli
- Sandra Kai - Rafaela Almeida
- Aarón Balderi - Erick
- Karla Gómez - Paula Legaspi
- Ana Karina Sáenz - Sara
- Marco Uriel - Rubén Ferrer
- Karla Esquivel - Elisa
- Alejandra Maldonado - Dora
- Vitter Leija - Quirino
- Ricardo Muñoz Senior - Oscar Rubio
- Luis Fernando Jiménez - Ignacio Medina
- Alex Peña - Ulises
- Francisco Calvillo - Encargado Toño
- Paula Serrano - Jessica
- Cristhian Delgadillo - Ricardo

## Produção
A telenovela foi confirmada em 15 de outubro de 2020, e as gravações começou em 23 de novembro de 2020, e a história terá 102 capítulos.
Inicialmente a trama teria 102 capítulos, mas devido a baixa audiência a direção do Las Estrellas decidiu antecipar seu fim, terminado assim apenas com 85 capítulos.

## Audiência
Audiência e Episodios de Fuego Ardiente
| Horário             | # Eps. | Estreia                | Estreia           | Final              | Final           | Posição | Temporada | Classificação geral |
| Horário             | # Eps. | Data                   | Primeiro capítulo | Data               | Último capítulo | Posição | Temporada | Classificação geral |
| ------------------- | ------ | ---------------------- | ----------------- | ------------------ | --------------- | ------- | --------- | ------------------- |
| Segunda—Sexta 18h30 | 85     | 8 de fevereiro de 2021 | 2.5               | 4 de junho de 2021 | 3.1             | #1      | 2021      | 2.28                |